# Deioneu (filho de Éolo)
Na mitologia grega, Deioneu foi um dos filhos de Éolo (filho de Heleno) e Enarete. Ele tinha oito irmãos e cinco irmãs.
Deioneu reinou na Fócida e se casou com Diomede, filha de Xuto, com quem teve uma filha, Asterodia e os filhos Aenetus, Actor, Phylacus e Céfalo. Céfalo, casado com Prócris, filha de Erecteu, foi raptado por Eos.